# Walter Schachermayer

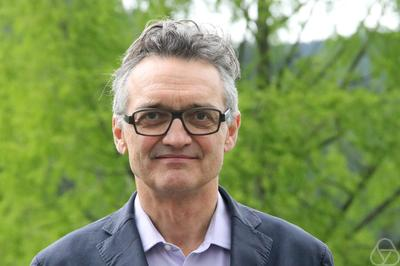
Walter Schachermayer 2014

Walter Schachermayer (* 24. Juli 1950 in Linz) ist ein österreichischer Universitätsprofessor für Finanzmathematik an der Universität Wien.

## Leben
Schachermayer studierte an der TU Wien, mit einem Abschluss als geprüfter Rechentechniker, an der Wirtschaftsuniversität Wien (mit einem Abschluss als Magister der Betriebswirtschaft) und Mathematik an der Universität Wien, wo er 1976 bei Johann Cigler promoviert wurde (Zylindrische Maße und die Radon-Nikodym-Eigenschaft von Banachräumen). Als Post-Doc war er je zwei Jahre an der Universität Blaise Pascal Clermont-Ferrand II und am Instituto de Investigacion y de Estudios Avanzados del Politecnico Nacional in Mexiko-Stadt tätig. Ab 1978 war er Universitätsassistent an der Johannes Kepler Universität Linz und danach an der Universität Wien (und zwischenzeitlich 1982/83 Aktuar bei der Generali Versicherung in Wien), wo er 1993 bis 1998 Universitätsprofessor für Angewandte Mathematik und Statistik an der wirtschaftswissenschaftlichen Fakultät wurde. Danach war er an der TU Wien als Universitätsprofessor und Vorstand des Instituts für Wirtschaftsmathematik und ist seit 2008 Professor an der mathematischen Fakultät der Universität Wien. Er war unter anderem Gastprofessor an der Universität Paris-Dauphine.

## Auszeichnungen
Er erhielt 1998 den Wittgenstein-Preis und 2009 den renommierten ERC Advanced Grant der Europäischen Kommission. 2007 wurde er Mitglied der Leopoldina. 2010 hielt er die Gauß-Vorlesung der DMV in Frankfurt am Main und die Nash-Vorlesung an der Carnegie Mellon University in Pittsburgh. Er erhielt 2011 ein Ehrendoktorat der Universität Paris-Dauphine. Für 2016 wurde ihm der Preis der Stadt Wien für Naturwissenschaften zugesprochen. Seit 2016 ist er ordentliches Mitglied der Academia Europaea.

## Akademische Schwerpunkte
Schachermayer befasste sich zunächst mit Funktionalanalysis und später mit  Finanzmathematik und stochastischer Analysis. Bekannt wurde er in Fachkreisen vor allem durch seine gemeinsamen Resultate mit Freddy Delbaen über Martingalmaße und ihren verallgemeinerten Beweises des Fundamentalsatzes der Arbitragepreistheorie (FTAP) (, der den Begriff der keine „Arbitrage“ durch NFLVR (englisch no free lunch with vanishing risk) ersetzt, siehe auch Arbitragefreiheit). Er veröffentlichte mit Delbaen auch eine Variante des Fundamentalsatzes für einen unbeschränkten Preisprozess. Er befasste sich auch mit Portfolio-Optimierung und Finanzmarktmodellen mit Transaktionskosten.

## Positionen
Schachermayer tritt in Zusammenhang mit der in mehreren europäischen Staaten geplanten Schuldenbremse für eine stärkere Besteuerung von Vermögen ein.

## Schriften
- mit F. Delbaen: The Mathematics of Arbitrage, Springer Finance, 2006, ISBN 978-3-540-21992-7, 373 Seiten.